# Вутье, Оливье
Оливье Вутье (фр. Olivier Voutier; 30 мая 1796, Туар, Франция — 18 апреля 1877, Йер, департамент Вар, Франция) — французский морской офицер и писатель, филэллин и участник Освободительной войны Греции. Более всего известен своим участием в вывозе обнаруженной в 1820 году статуи Венеры с острова Милос во Францию.

## Венера Милосская
Вутье родился в 1796 году во французском городе Туар, в семье морского офицера. В возрасте 15 лет поступил в военно-морское училище в Бресте.
В апреле 1820 года, в возрасте двадцати трёх лет он был прапорщиком на французской военно-морской шхуне «Estafette», остановившейся на, ещё османском тогда, острове Милос в Эгейском море. Увлекавшийся историей и искусством Древней Греции, Вутье не избежал искушения заняться получившей распространение в те годы и доходной «чёрной» археологией. Выбравшись на берег с двумя моряками, Вутье приступил к раскопкам в руинах древнего города. Французам удалось найти несколько фрагментов мраморных скульптур. Но Вутье сразу оценил находку местного крестьянина Георгия Кетротаса, который также копал в нескольких десятках метров от них. Для выкупа и переправки во Францию найденной крестьянином статуи богини Афродиты (Венеры) были задействованы французские консульство в Афинах и посольство в Константинополе. Так за несколько месяцев до начала Освободительной войны греков, статуя Венеры Милосской оказалась во Франции где и находится по сегодняшний день в Лувре.

## Греческая революция
В 1821 году, с началом Греческой революции Вутье ушёл из французского флота и отправился в Грецию, куда он прибыл в сентябре 1821 года вместе с шотландским офицером и филэллином Томасом Гордоном.
По приказу Дмитрия Ипсиланти в апреле 1822 года стал формироваться первый полк (в действительности батальон) регулярной армии из греков зарубежья и иностранных добровольцев. Первым командиром стал рождённый на Крите корсиканец Балест, Иосиф. После того как Балест был отправлен на Крит, где и погиб, командование полком принял итальянец Тарелла, Пьетро. Вутье было поручено командование артиллерией (2-3 пушки). В этой должности и в звании подполковника Вутье принял участие в Битве при Пета, где полк потерял половину своего состава, включая своего командира. После того как командование регулярным полком принял Фавье, Шарль Николя, Вутье вновь был назначен командиром артиллерии в звании тысячника.
В 1823 году Вутье вернулся во Францию, где издал свои греческие мемуары, которые также дважды были изданы в Германии.
Вутье вновь прибыл в Грецию в 1824 году и наконец в 1826 году.
После воссоздания греческого государства Вутье упоминается в 1841 году полковником на острове Сирос, готовым отправиться на остров Крит на помощь повстанцам.

## Книги Вутье
Вутье написал две книги:
- «Mémoires du colonel Voutier sur la guerre actuelle des Grecs»(Paris, 1823), в греческом переводе «Απομνημονέυματα», Αθήνα 1957).

Русский перевод: Записки полковника Вутье о нынешней войне греков..СПб., 1824—1825. (Перевод Ореста Сомова)
Ч. 1. 1824.
Ч. 2. 1825.
- «Lettres sur la Grece, notes et chants populaires» (Письма о Греции, заметки и народные песни -Париж 1826 год)[9].

Вутье является также автором рисунков с натуры и портретов видных личностей той войны, которые часто используют в качестве иллюстраций греческие историки в своих исследованиях.
Греческие историки считают французского офицера и филэллина Рейбо, Максима самым достоверным из всех французских мемуаристов и историков первых лет революции. Именно Raybaud откровеннее всех иронизирует и осуждает Вутье, который в своей «Memoires sur la guerre actuelle des Grecs» утверждал что он был героем (вымышленных) подвигов во время греческой экспедиции в Эпир и свидетелем событий таких как взятие Триполицы при взятии которой однако его там не было. Однако при этом Вутье оказал влияние на Raybaud в форме и идее мемуаров последнего.
Raybaud опубликовал свои мемуары через год после Вутье, в 1824 году, в которых кроме всего прочего можно было проследить за вымыслами Вутье.
После первого возвращения Вутье в Грецию в 1824 году Маврокордато, Александр попросил у Вутье экземпляр книги. В полученной им книге было много вырванных страниц, в силу чего Маврокордато отметил что в вырванных страницах не может быть больше лжи нежели в оставшихся.
Согласно современному британскому историку Вильяму Сент-Клеру, в результате иронии и вражды Raybaud по отношению к Вутье, после второго возвращения последнего в Грецию в 1826 году, между двумя французами состоялась дуэль. И Вутье и Raybaud получили на дуэли ранения, Raybaud более тяжёлое

## Кастел Сент-Клер

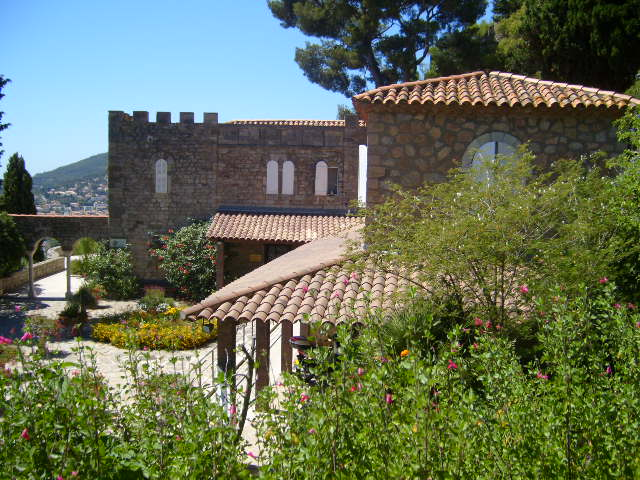
Кастел Сент-Клер

Уйдя в отставку, Вутье поселился в 1847 году в городе Йер (Вар). Здесь в 1820 году, после его участия в отправке скульптуры Венеры Милосской во Францию, им был куплен участок земли на одном из холмов, окружающих город. Здесь он построил виллу, именуемую Castel Sainte-Claire (Кастел Сент-Клер). После его смерти 18 апреля 1877 года Вутье был похоронен в парке виллы Castel Sainte-Claire.